# 鐤撖社
鐤撖社，又寫為鐤橄社，是臺灣宜蘭縣五結鄉的一個傳統地域名稱，位於該鄉中部偏西南。相較於今日行政區，其範圍大致為協和村南部。
冬山河親水公園位於本地區北中東段與大埔地區交界地帶。

## 歷史
台灣清治末期，鐤撖社地區為一街庄，稱為「鐤橄社庄」，隸屬於茅仔藔堡。該庄昔日東邊及南邊東段隔羅東溪（今名冬山河）與頂清水庄、利澤簡庄、五十二甲庄為界，南邊西段與三堵庄、武淵庄為鄰，西邊為打那岸庄，北邊為大埔庄。
1901年（日明治三十四年）11月，該庄隸屬於宜蘭廳，編入第十四區。1905年（明治三十八年）7月，該區改名為「茅仔寮區」。1920年（大正九年），該庄改制為「鐤撖社」大字，隸屬於臺北州羅東郡五結庄。
戰後五結庄改制為五結鄉，隸屬於臺北縣，大字亦改制為村。1950年10月，北、基、宜分治，五結鄉改隸屬於宜蘭縣。

## 聚落
本地區發展較早的聚落為鐤橄社，在日治期初期的官方地圖上已有記載。此外，本地區尚有青仔地聚落。

## 交通
省道台7丙線（親河路二段）是大同鄉牛鬥橋至利澤簡的幹道，其東側端點位於本地區東南部近利澤簡邊界地帶的省道台2戊線路口。由此向西繞弧形轉西北過冬山河後轉西，出境後可前往羅東、冬山西北部、三星、大同鄉牛鬥橋並止於省道台7線本線路口。
鄉道宜25線（五結中路一段、親河路二段）是二結至冬山的道路，大致以北北西—南南東走向由本地區西北部入境後轉南，至省道台7丙線路口轉西與其共線後出境。由該道路向北北西可前往大埔西部、頂五結東部的五結市區、下五結與下三結交界地帶、頂三結、二結中部偏西南並止於省道台9線路口，向西轉南南西可前往打那岸東南部、月眉東部、武淵、武罕與三堵邊界地帶、珍珠里簡、冬山市區並止於鄉道宜30線路口。

## 景點
- 冬山河親水公園（部分）